# شبح کرت
شبح کرت (نام علمی: Boyeria cretensis) نام یک گونه از سرده دوزنده خالدار است.